# Karolina Karasiewicz
Karolina Karasiewicz (Łódź, 23 luglio 1992) è una pistard e ciclista su strada polacca che corre per il team BePink-Bongioanni.

## Palmarès

### Pista
- 2014

Grand Prix of Poland, Corsa a punti (Pruszków)
- 2015

Campionati polacchi, Corsa a punti
- 2019

Grand Prix Minsk, Inseguimento a squadre (Minsk, con Nikol Płosaj, Katarzyna Pawłowska e Lucja Pietrzak)
Fiorenzuola, Omnium
GP Prostejov, Corsa a punti
2ª prova Coppa del mondo 2019-2020, Scratch (Glasgow)
- 2020

Campionati polacchi, Inseguimento individuale
Campionati polacchi, Corsa a punti
- 2021

Campionati polacchi, Inseguimento a squadre (con Patrycja Lorkowska, Karolina Kumięga e Natalia Krzeslak)
Campionati polacchi, Americana (con Karolina Kumięga)
Piceno Sprint Cup, Scratch
- 2022

GP Prostejov, Corsa a punti
GP Prostejov, Americana (con Nikol Plosaj)
GP Prostejov, Omnium
GP Tufo, Corsa a punti
GP Tufo, Americana (con Nikol Plosaj)
GP Presov, Corsa a punti
GP Presov, Scratch
GP Presov, Omnium
- 2023

GP Poland, Corsa a punti
GP Poland, Omnium

### Strada
- 2010 (Juniores)

Campionati polacchi, Prova a cronometro Junior
- 2017 (Dilettanti, una vittoria)

Campionati polacchi, Prova in linea Elite
- 2021 (due vittorie)

Campionati polacchi, Prova a cronometro Elite
Campionati polacchi, Prova in linea Elite

#### Altri successi
- 2024 (Bepink-Bongioanni)

Memoriał Tomka Jakubowskieg

## Piazzamenti

### Grandi Giri
- Giro d'Italia

2023: fuori tempo massimo (5ª tappa)

### Competizioni mondiali
- Campionati del mondo su pista

Mosca 2009 - Inseguimento individuale Junior: 24ª
Mosca 2009 - Inseguimento a squadre Junior: 8ª
Mosca 2009 - Corsa a punti Junior: 16ª
Montichiari 2010 - Corsa a punti Junior: 14ª
Montichiari 2010 - Velocità a squadre Junior: 9ª
Montichiari 2010 - Omnium Junior: 8ª
Roubaix 2021 - Inseguimento a squadre: 6ª
Roubaix 2021 - Corsa a punti: 9ª
Saint-Quentin-en-Yvelines 2022 - Inseguimento a squadre: 11ª
Saint-Quentin-en-Yvelines 2022 - Omnium: 21ª
Saint-Quentin-en-Yvelines 2022 - Corsa a punti: 11ª
Glasgow 2023 - Inseguimento a squadre: 10ª
Glasgow 2023 - Corsa a punti: 15ª
- Campionati del mondo su strada

Fiandre 2021 - Cronometro Elite: 20ª
Fiandre 2021 - Staffetta: 10ª
Fiandre 2021 - In linea Elite: 97ª

### Competizioni europee
- Campionati europei su pista

Minsk 2009 - Inseguimento individuale Junior: 13ª
Minsk 2009 - Corsa a punti Junior: 6ª
Minsk 2009 - Scratch Junior: 13ª
San Pietroburgo 2010 - Inseguimento individuale Junior: 3ª
San Pietroburgo 2010 - Corsa a punti Junior: 3ª
San Pietroburgo 2010 - Scratch Junior: 9ª
Anadia 2011 - Corsa a punti Under-23: 13ª
Anadia 2012 - Corsa a punti Under-23: 15ª
Anadia 2012 - Scratch Under-23: 10ª
Anadia 2013 - Inseguimento a squadre Under-23: 5ª
Anadia 2013 - Inseguimento individuale Under-23: 11ª
Anadia 2013 - Corsa a punti Under-23: 13ª
Anadia 2013 - Scratch Under-23: 18ª
Anadia 2014 - Inseguimento individuale Under-23: 9ª
Anadia 2014 - Corsa a punti Under-23: 9ª
Anadia 2014 - Scratch Under-23: 9ª
Apeldoorn 2019 - Inseguimento a squadre: 6ª
Apeldoorn 2019 - Corsa a punti: 11ª
Plovdiv 2020 - Scratch: 9ª
Plovdiv 2020 - Corsa a punti: 3ª
Grenchen 2021 - Inseguimento a squadre: 7ª
Grenchen 2021 - Inseguimento individuale: 10ª
Grenchen 2021 - Corsa a punti: 7ª
Grenchen 2023 - Inseguimento a squadre: 7ª
Grenchen 2023 - Corsa a punti: 10ª
- Campionati europei su strada

Herning 2017 - In linea Elite: 36ª
Glasgow 2018 - In linea Elite: ritirata
Alkmaar 2019 - In linea Elite: ritirata
Trento 2021 - Cronometro Elite: 19ª
Trento 2021 - In linea Elite: ritirata
- Giochi europei

Minsk 2019 - Inseguimento a squadre: 3ª